# باراك فيلدمان
باراك فيلدمان (بالعبرية: ברק פלדמן‏) هو كاتب أغاني ومهندس وشاعر إسرائيلي، ولد في 27 يوليو 1972.

## وصلات خارجية
- الموقع الرسمي